# Uvaria uhrii
Uvaria uhrii är en kirimojaväxtart som först beskrevs av Ferdinand von Mueller, och fick sitt nu gällande namn av L. L. Zhou, Y. C. F. Su och R. M. K. Sau. Uvaria uhrii ingår i släktet Uvaria och familjen kirimojaväxter. Inga underarter finns listade i Catalogue of Life.